# Harlow Rothert
Harlow Phelps Rothert (Carthage, 1º aprile 1908 – Menlo Park, 13 agosto 1997) è stato un pesista, discobolo e multiplista statunitense.

## Palmarès

### Olimpiadi
- Argento a Los Angeles 1932 nel getto del peso.